# ノストラダムス関連人物の一覧
ノストラダムス関連人物の一覧（ノストラダムスかんれんじんぶつのいちらん）は、ノストラダムス（ミシェル・ド・ノートルダム）本人や、その主著『ミシェル・ノストラダムス師の予言集』（以下『予言集』）などに関連がある人物の一覧である。

## ノストラダムス一族
ノストラダムスが何らかの秘伝を受け継いだ特殊な家系の出身であるといった類の俗説は、現在までの実証的な研究の結果、ほぼ完全に否定されている。

### 父方の一族
アストリュージュ・ド・カルカソンヌ（Astruge de Carcassonne）
史料からアヴィニョンの商人と推測されているユダヤ人（1370年頃 - 1417年以降）。姓も含め、異称が多い。
ヴィタル・ド・カルカソンヌ（Vital de Carcassonne）
アヴィニョンの卸売商（1390年頃 - 1452年）。アストリュージュの息子。
アルノートン・ド・ヴェロルグ（Arnauton de Vélorgue）
アヴィニョンの商人（1410年頃 - 1473年頃）。ヴィタルの息子で、ノストラダムスの父方の曾祖父にあたる。元の名はダヴァン（Davin）。ユダヤ教からキリスト教に改宗した後、アルノートン・ド・ヴェロルグと改称した。
ピエール・ド・ノートルダム（Pierre de Nostredame）
アヴィニョンの卸売商（1430年頃 - 1485年頃）。アルノートンの息子で、ノストラダムスの父方の祖父。
もとの名はクレカ(Cresquas)。ギ・ガソネ（Guy Gassonnet）、ギドン・ガソネ、ヴィド・ガソメ、ペロ・ド・サント＝マリー、ペロ・ド・ノートルダムなど、数多くの異称が記録されている。
同時期にカルパントラで活動していた商人のピエール・ド・ノートルダム（生年未詳 - 1456年）は別人。また、ブランシュの父であった医師ピエール・ド・サント＝マリーも、ピエール・ド・ノートルダムを名乗ることはあったが、勿論彼も別人である。この他にも、子供や孫に同名の人物がいる。
ブランシュ・ド・サント＝マリー（Blanche de Sainte-Marie alias de Nostredame）
ノストラダムスの父方の祖母（生年未詳 - 1503年以降）。ピエールの三度目の結婚相手で、ブランシュ・ド・ノートルダムとも名乗った。
ジョーム・ド・ノートルダム（Jaume de Nostredame）
ピエールの息子で、ノストラダムスの父（1470年頃 - 1547年頃）。名はジャックともいう。父祖同様アヴィニョンで商業を営んでいたが、1495年の結婚を期にサン＝レミに転居した。レニエールとの間に長男ミシェル（ノストラダムス）を含む8男1女をもうけた。
マルグリット・ド・ノートルダム（Margueritte de Nostredame）
ピエールの娘でジョームの妹（1485年以前 - 没年未詳）。ノストラダムスの叔母にあたる。夫とともにアヴィニョンに住んでいたため、ノストラダムスのアヴィニョン大学在学中に面倒を見たとも言われるが、史料的な根拠はない。

### 母方の一族
ジャン・ド・サン＝レミ（Jean de Saint-Rémy）
ノストラダムスの母方の曾祖父（1428年頃 - 1504年頃？）。医師で、サン＝レミ＝ド＝プロヴァンスの財務官も務めた。
プロヴァンス伯でもあったアンジュー公ルネの侍医だったとされることもあるが、史料的に否定されている。ノストラダムスの幼い時に教育をしたとも言われるが、史料的には裏付けられず、推測されている没年からも否定される。
ルネ・ド・サン＝レミ（René de Saint-Rémy）
ノストラダムスの母方の祖父（生没年未詳）。娘レニエールとジョームが結婚した1495年には既に故人として扱われている。
ベアトリス・トゥレル（Béatrice Tourrel）
ノストラダムスの母方の祖母（生没年未詳）。トゥレル家は19世紀までサン＝レミ＝ド＝プロヴァンスの名家として存続したようであるが、ベアトリス自身のことは余り分かっていない。
レニエール（ルネ）・ド・サン＝レミ（Reynière ou Renée de Saint-Rémy）
ノストラダムスの母（生年未詳 - 1536年以降）。レニエールはプロヴァンス語での名前、ルネはフランス語での名前と説明されることもある。キリスト教徒であったと推測されているが、余り詳しいことは分かっていない。

### ノストラダムスの兄弟
ノストラダムスの兄弟（デルフィーヌ、ジャン、ピエール、ルイ、エクトール、ベルトラン、2人目のジャン、アントワーヌ）のうち、弟のピエールとルイは名前と職業しか伝わっていない。2人目のジャンに至っては実在性自体が定かではない。
デルフィーヌ（ドフィーヌ）・ド・ノートルダム（Delphine ou Dauphine de Nostredame）
兄弟の中でも年上の方だったと推測されている女性。1518年以前に生まれたが、正確な生没年は未詳である。いくつかの記録から未婚のまま長生きしたらしいことが指摘されているが、余り詳しいことは分かっていない。
エクトール・ド・ノートルダム（Hector de Nostredame）
ノストラダムスの弟の一人。1518年以前に生まれており、1577年に世帯の記録が消えている。サン＝レミに住んでいたことと、1546年に結婚した妻の名前がアントワネット（またはトネート）・モルゲート（Antoinette ou Thonète Morguète）で、1558年に生まれた娘の名がフロリモンド（Florimonde）だったというくらいしか明らかになっていない。
ベルトラン・ド・ノートルダム（Bertrand de Nostredame）
ノストラダムスの弟の一人（1518年 - 1602年頃）。サン＝レミの富裕な商人で、プロヴァンス総督のタンド伯に武官として使えていたこともあった。ラマノンの由緒ある家柄の出身とされる妻トミーヌ・ルースとの間に、6人の子供（クロード、ジャンヌ、ジャン、カトリーヌ、リュクレース、ブランシュ）をもうけた。
ノストラダムスの再婚は、このベルトラン夫妻のすすめだったとも言われる。
ジャン・ド・ノートルダム
ノストラダムスの弟の一人（1507年もしくは1522年 - 1577年）。『化粧品とジャム論』第二部は、この人物に捧げられている。
エクス＝アン＝プロヴァンス高等法院の判事を務める一方で、郷土史研究を行い、『古代プロヴァンスの名だたる詩人たちの生涯』（1575年）を著した。
アントワーヌ・ド・ノートルダム（Antoine de Nostredame）
ノストラダムスの弟の一人（1523年 - 1597年以降）。1523年4月27日に洗礼を受けた記録があることからその頃に生まれたと推測されており、1597年までは公文書類での言及が見られることから、少なくともその頃までは生きていたことが明らかになっている。徴税吏や判事を一時的に務め、サン＝レミ市の要職に就いたこともあった。妻ルイーズ・ベルルとの間には少なくとも10人の子供（ジャン、エクトール、ジャンヌ、クロード、アンヌ、カトリーヌ、デルフィーヌ、ピエール、ブノワ、ダマリー）がいた。

### ノストラダムスの配偶者と子供たち
アンリエット・ダンコス（Henriette d'Encausse）
ノストラダムスの最初の妻（生年未詳-1530年代？）。アジャンでの結婚の数年後に死別したとされる。従来、名前が明らかになっていなかったが1990年代に結婚契約書が発見されたことで特定された。
ノストラダムスとの間に男児と女児を一人ずつもうけたとされるが、いずれもアンリエットと共に死去したとされる。
アンヌ・ポンサルド（Anne Ponsarde）
ノストラダムスの二番目の妻（生年未詳 - 1582年）。ノストラダムスと再婚した時点（1547年）で30歳くらいだったと推測する研究者もいるが、正確な生年は特定されていない。
マドレーヌ・ド・ノートルダム（Madeleine de Nostredame）
ノストラダムスの長女（1551年頃 - 1623年4月7日）。生年は弟セザールの著書から間接的に推測されているもの。
オペード（Opède）とローリ（Lauris）の男爵クロード・ド・ペリュシス（Claude de Pérussis）と結婚し、当家の後継ぎクロードを生んだ。1623年にローリで没した。
セザール・ド・ノートルダム
ノストラダムスの第二子で長男（1553年12月18日 - 1630年頃）。『予言集』の序文（いわゆる「セザールへの手紙」）は、初版刊行時点で生後17ヶ月程度だったセザールに捧げられている。
サロン・ド・クロー（現サロン＝ド＝プロヴァンス）の名士として市の要職を務めた。また、詩人として多くの詩作品を発表した一方、年代記作家として『プロヴァンスの歴史と年代記』（1614年）を著した。
シャルル・ド・ノートルダム（Charles de Nostredame）
ノストラダムスの次男（1556年 - 1629年12月頃）。1588年2月17日にルイーズ・ベック（Louise Becq）と結婚し、アラン（Alleins, 現アルル郡内）に移住した。ほぼ2年後にあたる1590年2月1日に娘アンヌが洗礼を受けた記録がある。
詩人として活動し、ピエール＝ジョゼフ・ド・エーツによれば、当時は高く評価されていたという。ただし、単著は伝わっていない。没年は兄セザールの私信での言及から明らかになっている。
アンドレ・ド・ノートルダム（André de Nostredame）
ノストラダムスの三男（1557年11月3日 - 1601年12月2日。生没年月日は不確かな要素を含む）。
プロヴァンス総督アンリ・ダングレームの従者として仕えていたが、決闘で相手を殺めたことから投獄された。出所後の1587年12月14日にサロンのフランシスコ会修道院に入り、名をセラファン・ノストラダムス（Séraphin Nostradamus）と改めて一生を修道士生活に捧げた。ブリニョール（Brignoles）で没したとされる。
アンヌ・ド・ノートルダム（Anne de Nostredame）
ノストラダムスの次女（1559年12月15日 - 1597年以前）。ルロワらの研究では1558年頃の生まれとされていたが、兄セザールの自筆らしき手稿によって正確な生年月日が特定された。
トゥーロンの有力者ピエール・ド・スヴァと結婚し、息子メルシオールを生んだが、1597年付けの兄セザールの遺言書原稿では、既に故人として扱われている。
ディアーヌ・ド・ノートルダム（Diane de Nostredame）
ノストラダムスの三女（1561年 - 1630年以降）。1561年9月8日に洗礼を受けた。
生涯独身だった。兄セザールの書き物などによって没年が推定できる他の兄弟たちとちがい、それらの書付で存命中とされていることから、ディアーヌの正確な没年は分かっていない。

### その他
アンリ・ノストラダムス（Henri Nostradamus）
六行詩集の原稿を預かっていたとする人物。ノストラダムスの甥と称するが、史料的に裏付けられている7人の甥（上の節を参照）の中にアンリの名はないため、実在性を疑われている。
ヴァンサン・セーヴ（Vincent Sève）
六行詩集の前書きの著者（1585年? - 1657年?）。アンリから六行詩集の原稿を受け取ったと主張している。
ピエール・ド・スヴァ（Pierre de Seva, ノストラダムスの娘アンヌの夫）と関連があるとの前提でノストラダムスの縁者とする論者もいるが、史料的には裏付けられていない。

## 蔵書
手書きの蔵書印やペーレスクとセザールの往復書簡で間接的に言及されている情報などを元にしたエドガール・ルロワやミシェル・ショマラらの調査によって、ノストラダムスの蔵書はいくらか特定されている。彼の蔵書に含まれていたのは次の人物たちの文書である。
- プラトン - 書名未詳
- ティトゥス・リウィウス - 『ローマ建国史』
- マルクス・アンナエウス・ルカヌス（古代ローマの詩人。39年 - 65年）- 書名は未詳。
- マルクス・ウァレリウス・マルティアリス（古代ローマの詩人）- 1500年にパリで出版された『コルヌコピアエ』。トゥーロン市立図書館に署名付の版が残る。
- アル＝カビーシー - 『占星科学原理の秀逸な総論』（ヴェネツィア、1521年）。リヨン市立図書館に署名付の版が残る。
- ヨハネス・ドゥンス・スコトゥス - 1476年頃にヴェネツィアで出版された『命題集』（Quaestiones selectae）。リヨン市立図書館にノストラダムスの署名の残る版が所蔵されている。
- ルネ・ダンジュー - 書簡や王令の写し
- トマス・モア - 『ユートピア』（バーゼル、1518年）。ドラギニャン市立図書館に署名付の版が残る。
- ジョヴァンニ・バッティスタ・コンファロニエリ - 『ワインの性質、およびその滋養と薬効について』（バーゼル、1535年）。1984年のローマのオークション目録に、署名付の表紙ページのコピーが掲載された。落札者は未詳。
- チェリオ・カルカニーニ（Celio Calcagnini, 1479年 - 1541年）- 文法書をはじめとして、様々な著書を執筆していたので、書名は特定されていない。

## 本人と接点があった同時代の有名人
可能性がある人物も含む。

### 王侯貴族・高位聖職者
アンリ2世
フランス国王（在位1547年 - 1559年）。1555年8月にノストラダムスと宮廷で会見した。
ノストラダムスの1557年向けの暦書のひとつは、この人物への献呈文を含んでいる。また、『予言集』第二序文がこの人物に捧げられていることは、広く知られている。
カトリーヌ・ド・メディシス
アンリ2世妃。ノストラダムスに傾倒していたことで知られる（ただし、他にも重用していた占星術師たちはいた）。
1557年向けの暦書のひとつは、この人物への献呈文を含んでいる。また、1566年にはノストラダムスがこの人物に宛てた書簡も公刊されている。
マルグリット・ド・フランス
アンリ2世の妹。サヴォイア公エマヌエーレ・フィリベルトに嫁いでサヴォイア入りする際に、サロンのノストラダムスのもとに立ち寄った。
シャルル9世
フランス国王（在位1560年 - 1574年）。1564年に大巡幸の一環でサロンに立ち寄ったあと、ノストラダムスを「常任侍医兼顧問」に任命した。
1564年向けの暦書のひとつは、この人物への献呈文を含んでいる。
ルドルフ2世
神聖ローマ皇帝（在位1576年 - 1612年）。ノストラダムスとこの人物の直接的な面識はないものの、ノストラダムスは1565年にルドルフ（当時は大公）のホロスコープを作成・送付している。そのホロスコープと、関連する往復書簡は現存している。
ピウス4世
メディチ家出身のローマ教皇。ノストラダムスは1562年向けの暦書に、この人物への献呈文を収めている。
直接的な面識は確認されていないが、ノストラダムスと接点のある唯一の教皇である。他方で、ローマ教皇といえばシクストゥス5世が関連する逸話が有名だが、史料的裏付けは確認されていない。

### 文化人
フランソワ・ラブレー
モンペリエ大学在学時期が近いため、接点が古くから取り沙汰されてきた。しかし、現在のところ史料的裏付けはない。
1690年には『ラブレーとノストラダムスの対話』と題する虚構の対話篇が刊行されている。これはあの世でノストラダムスとラブレーが対話を繰り広げるという内容である。
ピエール・ド・ロンサール
フランス・ルネサンスを代表する詩人の一人で、プレイヤード派の中心人物。
『ギヨーム・デ・ゾーテル氏へのエレジー』に、ノストラダムスに好意的な一節がある。ただし、ノストラダムスの悲観的なトーンに否定的な詩もある。
ジャン・ドラ
ロンサールたちの師にあたる宮廷詩人。ノストラダムスを高く評価しており、1570年にはパリで生まれた男女の結合双生児の誕生に際して、ノストラダムスの予言が的中したという趣旨のラテン語の詩を出版した。
ジュール・セザール・スカリジェ
古典学者。ノストラダムスはこの人物の招きで、アジャンに数年住んでいたことがある。
ノストラダムスとスカリジェは喧嘩別れしたとされるが、ノストラダムスは『化粧品とジャム論』の中でスカリジェを高く評価している。
ジャン・ド・ヴォゼル
詩人。ノストラダムスと交流があり、アンリ2世の死後、その詩をノストラダムスが予言していたことを誉める内容の書簡を送ったようである。
アダン・ド・クラポンヌ
技師（1526年 - 1576年）。クラポンヌ運河建設にあたり、ノストラダムスも出資したとされる。また、クラポンヌの親族であるクレール・ド・グリニャンは、セザール・ド・ノートルダムと結婚した。

## 生前本人の著作を刊行した主な印刷・出版業者
マセ・ボノム（Macé Bonhomme）
リヨンの出版業者（活動期間1535年 - 1540年、1542年 - 1569年）で、一時的にヴィエンヌで活動したこともあり（1541年 - 1542年）、弟バルテルミーと共にアヴィニョンで活動した時期もあった（1552年 - 1557年）。『予言集』初版を出版。
アントワーヌ・デュ・ローヌ（Antoine du Rosne）
リヨンの出版業者（活動期間 1545年 - 1562年頃）。現存が確認されている生前唯一の『予言集』増補版や『ガレノスの釈義』を出版。
ブノワ・リゴー（Benoist Rigaud）
リヨンの出版業者（活動期間1555年 - 1597年）。手広い出版事業を営んでいた業者で、現存する最古の『予言集』完全版を出版した一方で、偽ノストラダムスたちの著作も手広く出版。
ジャン・ブロトー（Jean Brotot）
リヨンの出版業者（活動期間1542年 - 1559年?）。ノストラダムスと親交があり、いくつかの「暦書」を出版した。ノストラダムスに宛てた書簡によって、少なくとも1回、ノストラダムスの原稿を冗長との理由で没にしていたことが明らかになっている。
ノストラダムスの私信では1561年5月の段階で故人として扱われている。同じ年の10月の私信では、事業を継いだ息子のピエール・ブロトーへの不安を表明しているが、『1562年向けの占筮』はこのピエールとアントワーヌ・ヴォランを版元とする形で出版された。
ジャック・ケルヴェ（Jacques Kerver）
パリの出版業者（活動期間1535年 - 1583年）。いくつかの「暦書」を出版した。
ギョーム・ル・ノワール（Guillaume Le Noir）
パリの出版業者（1550年-1569年）。いくつかの「暦書」を出版。なお、1558年には暦書の刊行を巡って他の業者に対する訴訟を起こしている。
ピエール・ルー（Pierre Roux）
アヴィニョンの出版業者（活動期間1557年 - 1586年）。短期的にエクス＝アン＝プロヴァンスでも出版事業を行った（1574年 - 1577年）。活動初期にローラン・ヴィデルによるノストラダムス批判本を出版したが、のちにノストラダムスの『1563年向けの暦書』を出版している。1590年にアントウェルペンで出版された『予言集』の奥書に拠れば、ルーは1555年に『予言集』を出したことになっているが、ルーの活動時期と齟齬をきたすものであり、現存も確認されていない。
アントワーヌ・ヴォラン（Antoine Volant）
リヨンの出版業者（活動期間1555年?-1565年?）。初版も含めて『化粧品とジャム論』を数回出版したほか、暦書の刊行も手がけた。
クリストフ・プランタン
アントウェルペンの大出版業者。パリにも工房を持っていた。アントウェルペンの工房は現在世界遺産になっている。
1557年に『化粧品とジャム論』を出版した。この版には印刷社名の記載はないが、印章などからプランタンが印刷したことは当時から良く知られており、ラ・クロワ・デュ・メーヌの書誌（1583年）でも、プランタンの印刷とされている。
バルブ・ルニョー（Barbe Regnault）
パリの出版業者（1557年 - 1563年）。ノストラダムス作品の海賊版や偽版をいくつも出版した業者で、彼女の事業を継いだチボー・ベソー、彼を継いだアントワーヌ・ウィックらもノストラダムスの偽版や便乗本を出版した。
ヨアヒム・ヘラー（Joachim Heller）
ニュルンベルク（期間1552年 - 1563年）とアイスレーベン（期間1564年 - 1572年）で活動した出版業者。
ノストラダムスがタンド伯に対し、1554年3月10日に起こった天文現象について報告した書簡を、ドイツ語訳して瓦版として出版した（これはノストラダムスの公刊された著作としては現存最古である）。
ヘンリー・サットン（Henry Sutton）
ロンドンの出版業者（活動期間1550年 - 1563年?）。英訳版の「暦書」を刊行したほか、後出のフルクによる批判書なども出版した。

## 同時代の批判者
フィリベール・サラザン
医師。ジュール・セザール・スカリジェの知人でノストラダムスもアジャン滞在時代に親交を持ったようだが、ノストラダムスがペスト治療でリヨンに赴いた際（1547年）には、サラザンは激しく非難したとされる。非難したのは息子のジャン＝アントワーヌ・サラザンとする文献もあるが、生年（1547年生）からしてあり得ない。
アントワーヌ・クイヤール
法曹関係者と推測されている作家。パロディ本『パヴィヨン・レ・ロリ殿の予言集』（1556年）などを出版した。
エルキュール・ル・フランソワ（Hercule Le François）
この名前は偽名とされる。プロテスタントのパンフレット作者と推測されているが、正体は特定されていない。『ノストラダムスに対するエルキュール・ル・フランソワ殿の最初の反論』（1557年）を出版し、翌年の再版では「ノストラダムス」を「モンストラダムス」に書き換えた。「モンストラダムス」はモンストル（Monstre, 怪物）とノストラダムスを組み合わせた中傷的な呼称。
ジャン・ド・ラ・ダグニエール（Jean de la Daguenière）
一説にはプロテスタントの神学者テオドール・ド・ベーズの変名とされる。「ラ・ダグニエール」は現メーヌ＝エ＝ロワール県内の地名のため、その地方の出身者と推測する者もいる。『虚妄の怪物』（Le Monstre d'Abus, モンストル・ダビュ）を出版。タイトルはノストラダムス（当時の発音でノストラダミュ）にかけたもので、暦書の内容について批判している。
ローラン・ヴィデル（Laurens Videl）
クロード・ファブリと共同で暦書を刊行したこともあった医師、占星術師。
『プロヴァンス州サロン・ド・クローのミシェル・ノストラダムスの誤謬・無知・煽動の告発』を出版した。これは当時6000部刷られたという。同書では、単なる中傷の一方で、ノストラダムスの星位の算定の誤りなどを的確に指摘している箇所もある。
コンラッド・バディウス
出版業者。プロテスタントの立場から反カトリックの風刺詩などを執筆、出版した。
同時代の書誌学者アントワーヌ・デュ・ヴェルディエは、その書誌の中で1562年に出版されたという風刺詩『我らがノストラダムス先生の美徳』の一節を引用している。この文献の現存は確認されていない。
ウィリアム・フルク
イギリスのプロテスタント神学者。ノストラダムスをウィリアム・カニンガムらとともに当時の占星術師の代表格ととらえ、強い批判を展開した。
エチエンヌ・ジョデル
プレイヤード派の詩人、劇作家。ノストラダムスの名をもじったラテン語で書かれた風刺的な二行詩の作者とされる。この推定は同時代の書誌学者ラ・クロワ・デュ・メーヌによるものだが、印刷物での初出はシャルル・ユテノーヴ『クセニア』（Charles Utehnove, Xenia, 1568）のようである。

## 偽ノストラダムス
ノストラダムスの予言と称する偽書は過去無数に出されたが、ここで扱うのは、不当にノストラダムス姓を名乗った者たちである。
ノストラダムス2世

アントワーヌ・クレスパン

フィリップ・ノストラダムス

マーリン・ノストラデイマス(Merlin Nostradamus)
19世紀イギリスの偽者。『科学の時代。ある20世紀の新聞』（ロンドン、1877年）を刊行した。
ガブリエル・ノストラデイマス(Gabriel Nostradamus)
19世紀イギリスの偽者。『神託に伺いをたてよ―未来の読み方』（ロンドン、1899年頃）を刊行した。

## ノストラダムスの予言を盗作した同時代の占星術師
クロード・ファブリ
ノストラダムスの1552年向けの占筮を転用する形で『1552年向けの真の新占筮』（アジャン）を出版した。
アンベール・ド・ビリー
ノストラダムスの百詩篇の借用を何度も行った。
マルク・コロニ
コルモペード（le sieur de Cormopède）
暦書に掲げられた四行詩のほとんどは、ノストラダムスの四行詩の剽窃である。

## ノストラダムス研究者
文学、歴史学、書誌学等の見地から研究書を刊行したことがある者。もしくは、ノストラダムス予言やその解釈者たちに対して懐疑的・批判的な著書を刊行したことがある者。なお、後出の参考文献欄にある書名については、原綴を省略した。
フランソワ・ビュジェ（François Buget）
書誌学者（生没年未詳）。1860 - 1863年に書誌学系の雑誌『愛書家・司書年報』に「ノストラダムスに関する研究」（初回のみ「ノストラダムス予言集に関する研究」）と題する論文を掲載した。
アンリ2世の死を予言したとされる有名な詩について、一語一語を丁寧に史実と対比し、彼の死とは結び付けられないことを指摘したことをはじめ、先行する論者の問題点を非難するなど、懐疑派の先駆としての側面を持つ。総ページ数は200ページを超える大部の論文だが、最初に示されていた構想からするとこれでもまだ序盤だったようである。何故中断してしまったのかについては分かっていない。
カール・ルートヴィヒ・フリードリヒ・オットー・フォン・クリンコフシュトレーム（Carl Ludwig Friedrich Otto von Klinckowström）
ミュンヘンの伯爵だった人物。1884年 - 1969年。 技術史に関する著作もある。
ノストラダムスの『予言集』に関する調査のためにヨーロッパ中を回った。1913年の論文「ノストラダムス『予言集』の最古級の諸版」（“Die ältesten Ausgaben der ,Prophéties‘ des Nostradamus”, Zeitschrift für Bücherfreunde, Mars 1913）は、『予言集』の本格的書誌研究の礎となった重要なものとして高く評価されている。1951年と1963年にも『予言集』初期の版に関する短い論文を発表している。
ユージン・パーカー（Eugene Parker）
歴史学者。学位論文「ミシェル・ノストラダムス- 預言者」（Michel Nostradamus - Prophet）によって、1920年にハーバード大学で博士号を得た。博士論文自体は公刊されなかったが、その要約的なフランス語論文「ノストラダムス伝説と現実の生涯」は1923年に『16世紀研究誌』に掲載された（この時点の所属はミシガン大学）。
ジャック・ブーランジェ（Jacques Boulenger）
フランソワ・ラブレーの研究で知られる文学者。彼の著書『ノストラダムス』（1933年）は、伝説的要素が排斥しきれていない憾みはあるものの、一定の評価はなされている。1943年に『ノストラダムスとその予言』（Nostradamus et Ses Prophéties）と改題して再版された。日本では最も早い段階に属する渡辺一夫によるノストラダムスの紹介では、このブーランジェの著書が参考文献の一つになった。
エドガー・レオニ（Edgar Leoni）
保険受給審査官や編集者などを務めていた在野のノストラダムス研究家。1925年生まれ。
大著『ノストラダムス・生涯と文献』（Nostradamus : Life and Literature, 1961）は、学術的なノストラダムス研究書として幅広く用いられている。1982年に『ノストラダムスとその予言』と改題されて再版された。
ウジェーヌ・レー（Eugène Lhez）
論文「ミシェル・ド・ノートルダムの父系の先祖」（"L'ascendance paternelle de Michel de Nostredame", Provence Historique, T.18, 1968）は、ノストラダムスの実証的出自研究に対し貴重な貢献を行ったものであり、ルロワの伝記研究を補完するものとして評価されている。ほか、往復書簡に関する研究もものしている。
エドガール・ルロワ
　郷土史家、精神科医。1883年-1965年。サン＝レミ移住後、その地にゆかりのあった著名人であるノストラダムスやゴッホの研究に没頭した。
ノストラダムスの実証的な伝記研究に先鞭をつける数々の論文を発表し、そのエッセンスは死後『ノストラダムス その出自、生涯、作品』（1972年/1993年）としてまとめられた。
ミシェル・ショマラ
書誌学者、出版業者。1947年生まれ。リヨン市立図書館にはノストラダムス関連も含む膨大なミシェル・ショマラ文庫が収蔵されている。
『ローヌ川とソーヌ川の間のノストラダムス』（Nostradamus Rhône et Saône, Ger Editeur, 1971）でアカデミー・フランセーズのロシュロン賞を受賞した。ほかに『ノストラダムス書誌 16・17・18世紀』（1989年）など。
ダニエル・ルソ（Daniel Ruzo）
ペルー出身の実業家、考古学博士。1900年 - 1991年。実業界からの引退後に神秘思想研究に没頭した。スペイン語圏で出版された主著『ノストラダムスの真正なる遺言書』（1975年）はフランス語版も出され（『ノストラダムスの遺言書』1982年）、日本でも大幅な抄訳版が出版された。その前半（日本語版ではほぼ全部）を占める信奉者的視点による予言解釈には見るべきものがないが、所蔵していた数多くの稀覯本（フォトコピーを含む）に裏打ちされた書誌研究は実証的な研究者からも評価されている。
リベルテ・ルヴェール（Liberté E. LeVert）
世界幻想文学大賞生涯功労賞部門受賞者のSF評論家 エヴリット・ブライラー（1920年生まれ）の筆名（Everette BleilerをアナグラムするとLiberté E. LeVertになる）。
『ノストラダムスの予言と謎』（The Prophecies and Enigmas of Nostradamus, Firebell Books, 1979）は、ジェームズ・ランディやブリューノ・プテ＝ジラールから評価された。
ジャン・デュペーブ（Jean Dupèbe）
フランス文学者、パリ第10大学教授（2008年）。
『ノストラダムス未公刊書簡集』（Nostradamus: Lettres inédites, Droz, 1983）で、往復書簡の校訂、要約的なフランス語訳、紹介などをおこなった。ほかに論文「人文主義者ノストラダムス」（"Nostradamus Humaniste", Nostrdamus ou le savoir transmis,1997）など。
ジョルジュ・デュメジル
神話学者、アカデミー・フランセーズ会員。1898年 - 1986年。
『「灰色の僧がヴァレンヌへ」ノストラダムスの風刺劇』（«…Le Moyne noir en Gris dedans Varennes» sotie nostradamique, Gallimard,1984）で、予言詩のモチーフに古代ローマ史からの借用が含まれている可能性を実例と共に指摘し、以後の実証的研究の転機になった。
マリー＝ウジェニー・ロート＝ローズ（Marie-Eugénie Roth-Rose）
音楽家、フランス文学者。1913年1月2日生まれ。名前はマリニー・ローズ（Marynie　Rose）とも。リヨンの国立高等音楽舞踏学院で首席を取った音楽の教授。
1987年にリヨン第3大学に提出された学位論文「ノストラダムスの予言文書」で言語学博士号を取得した。この論文は、三巻本として2002年に出版された（Les Ecrits Prophétiques de Nostradamus, 3 vols., L'Hermès）。
ロベール・ブナズラ（Robert Benazra）
『カバラ研究誌』（Cahiers Kabbalah）の創設者、編集者。
ノストラダムス関連の研究としては、記念碑的な書誌研究『ノストラダムス年譜総覧』（1990年）など。
ジェームズ・ランディ
奇術師。1928年生まれ。ジェームズ・ランディ教育財団の設立者。
現地調査まで行った著書『ノストラダムスの仮面』（The Mask of Nostradamus）は複数の言語に訳された。日本では皆神龍太郎の監修で『ノストラダムスの大誤解』という題で出版された。
ピエール・ブランダムール
西洋古典学者。1941年 - 1996年。オタワ大学教授として在職中に逝去した。『ローマ暦・年代学的研究』（オタワ大学出版局）ほか、古代ローマ関連の論文が複数ある。
ノストラダムス研究の分野では、多角的な実証分析を行った『愛星家ノストラダムス』、初の本格的な校訂版『ノストラダムス・初期の百詩篇すなわち（1555年マセ・ボノム版） 予言集』などを著し、その後の実証的な研究に大きな影響を与えた。
ベルナール・シュヴィニャール
歴史学者、ブルゴーニュ大学教授（2004年時点）。1947年8月2日生まれ。ブルゴーニュ史に関する著作がある。
『ノストラダムスの予兆集』（Présages de Nostradamus, Seuil, 1999）で、全154篇の予兆詩と1559年までの散文の予兆の校訂を初めて行った。ほかに、ノストラダムスの秘書シャヴィニーの実証的な分析に関する一連の論文を発表している。
ロジェ・プレヴォ（Roger Prévost）
古典学者。高等師範学校で学び、古典文学のアグレガシオンを取得した。
『ノストラダムス、神話と現実』（Nostradamus: mythe et réalité, Robert Laffont,1999）で、予言集の同時代的な読み方を展開した。
ジャック・アルブロン
歴史学者。1947年12月1日生まれ。パリ第10大学に提出した学位論文「フランスにおける占星術テクスト」で歴史学の博士号を取得。
『ノストラダムス現象に関する利用されてこなかった資料』（Documents inexploités sur le phénomène nostradamique, Feyzin）をはじめとする一連の著書・論文で、ノストラダムスの百詩篇集は彼の死後に捏造された偽書だとする仮説を展開し、大きな議論を巻き起こした。
パリで膨大な関連文献の図書館「ビブリオテカ・アストロロギカ」を管理・運営しており、そのコレクションの一部はインターネットで公開されている。
ブリューノ・プテ＝ジラール（Bruno Petey-Girard）
フランス文学者、パリ第12大学助教授（Maîtres de conférences, 2008年）。ルネサンス期からバロック期にかけての文学が専門で、ギヨーム・デュ・ヴェール（Guillaume du Vair）に関する著作などがある。
2003年に『ノストラダムス予言集』を出版した。これはブランダムールやプレヴォの研究を踏まえた百詩篇第7巻までの校訂版である。
エルヴェ・ドレヴィヨン（Hervé Drévillon）
歴史学者（博士）、パリ第1大学助教授（2004年）。近世の文化史に関する著作などがある。
「文化制度に関する人類学・歴史学研究所」準研究員（2004年）のピエール・ラグランジュと共に、『ノストラダムス・永遠の回帰』（邦題『ノストラダムス・予言の真実』）を執筆した。
ピーター・ラメジャラー（Peter Lemesurier）
著述家、翻訳家。1936年生まれ。20冊を超える著書を英語で発表しており、いくつかは外国語にも訳されている。
『ノストラダムス百科全書』（1997年。邦訳は2分冊）の時点では信奉者的な観点から予言解釈を展開していたが、その後同時代的な視点を重視するようになった。実証的な研究としては、ノストラダムス生誕500周年を期して2003年に刊行された2冊『未知のノストラダムス』（The unknown Nostradamus, O-Books）と『ノストラダムス・解説された予言集』（Nostradamus: The Illustrated Prophecies, O-Books）などがある。
アンナ・カールステット（Anna Carlstedt）
フランス文学者。ストックホルム大学に提出した学位論文「ノストラダムスの神託的詩歌」で文学博士号を取得した。この文献は2005年に公刊されている。関連する論文として「『憂鬱質のノストラダムス』預言者に扮した詩人か?」（“«Nostradamus mélancolique»: un poète déguisé en prophète?”, Nouvelle revue du XVIe siècle, 22/2, 2004）など。
高木彬光
推理作家。1920年 - 1995年。五島勉『ノストラダムスの大予言』がブームになった際に、いち早く疑問を提起した。関連する著書に『ノストラダムス大予言の秘密』（日本文華社、1974年／角川文庫、1975年）がある。
志水一夫
科学解説家。1954年 - 2009年。執筆分野は多岐にわたる。単著に『トンデモ超常レポート傑作線』（楽工社）など。ノストラダムス関連では星雲賞ノミネート作の『大予言の嘘―占いからノストラダムスまで　その手口と内幕』、『トンデモ・ノストラダムス解剖学』（ともにデータハウス刊）など。
竹下節子
比較文化史家、評論家。伝記『ノストラダムスの生涯』（朝日新聞社、1998年）、エッセイ集『さよならノストラダムス』（文藝春秋社、1999年）を上梓した。
山本弘
SF作家、と学会会長。代表作に『神は沈黙せず』（角川書店）など。『トンデモ ノストラダムス本の世界』（洋泉社、1998年／宝島社文庫、1999年）、『トンデモ大予言の後始末』（洋泉社、2000年）などにおいて、ノストラダムス解釈者たちについてユーモアを織り交ぜて紹介した。
高田勇
フランス文学者。1931年生まれ。元明治大学文学部教授。
伊藤進と共に『ノストラダムス予言集』（岩波書店）の編訳を行ったほか、樺山紘一、村上陽一郎と『ノストラダムスとルネサンス』（岩波書店）を共編した。後者には高田の2篇の論文（「フランス文学史の中のノストラダムス」、「ノストラダムス物語の生成」）が収められている。
伊藤進
フランス文学者。1949年生まれ。中京大学教養部教授。著書に『怪物のルネサンス』（河出書房新社）など。高田勇と共に『ノストラダムス予言集』（岩波書店）の編訳を行ったほか、ドレヴィヨン&ラグランジュ『ノストラダムス – 予言の真実』（創元社）の日本語版監修者を務めた。
田窪勇人
エンジニア（1999年）。サイト「ノストラダムス研究室」を運営する在野の研究者だが、その知識の深さやアプローチの堅実さは竹下節子や山本弘から高く評価されている。
公刊された論考としては「日本におけるノストラダムス受容史」（『ユリイカ』 1999年2月号 所載）、「ノストラダムスの世界にみるハーブ」（『アロマトピア』 第53号 所載）などがある。また、Laroche [2003]には、参考文献のひとつとして「ノストラダムス関連の日本語文献書誌（1969年-1995年）」（Takubo,Hayato. Bibliographie des livres sur Nostradamus en japonais (1969-1995), Hiroshima）という文献が挙げられている。

## ノストラダムス予言の主な解釈者
ノストラダムスの詩から未来の情景を読み取れるとする立場で、著書を刊行したことがある者（本人が信じているかどうかは問わない）。なお、分類上、ノストラダムスの霊から託宣を受けたと称するものも「解釈」に含む。

### 日本以外（16-19世紀）
ノストラダムスの予言解釈を行う信奉者は現在では膨大な数にのぼるが、19世紀末までは各世紀ごとに数人程度と、非常に限られた数にすぎなかった（以下のリストでは匿名の薄いパンフレット類を除いている）。そして、通説や伝説の大半はそれらの注釈者たちによって形成されたのである。

#### 16世紀
ジャン＝エメ・ド・シャヴィニー
ノストラダムスの秘書を務めていたこともある人物。『フランスのヤヌスの第一の顔』（1594年）で、ノストラダムス予言集の詩篇をのべ300篇以上解釈した。

#### 17世紀
エチエンヌ・ジョベール？
エチエンヌ・ジョベール（Etienne Jaubert、生没年不明）はアミアンの医師とされ、『ミシェル・ノストラダムス師の真の四行詩集の解明』（出版地未詳、1656年）の著者とみなされている。ただし、確たる根拠があるわけではなく、この文献の著者を、ルーアンとアミアンの小修道院の院長などをつとめたドミニコ会士のジャン・ド・サント＝マリー（ジャン・ジフル・ド・レシャク、1604年-1660年）とする説もある。著者名はさておき、この文献はノストラダムスと直接の接点がない人物が刊行した最初の注釈書である点に価値がある。ただし、自説に都合のよいように原文を書き換えたり、裏付けの取れない「史実」を持ち出して牽強付会を行うなど、内容的にはさまざまな問題が指摘されている。
ジャック・ド・ジャン
国家官吏、著述家。1626年 - 1676年。『ノストラダムスの百詩篇集から引用された予言』（1672年）などを執筆した。
テオフィル・ド・ガランシエール
医師。1610年 - 1680年。1672年に仏英対訳版の『予言集』を出版した。フランス語以外に訳された最初の事例である。
バルタザール・ギノー
『アンリ2世からルイ大王までの歴史とノストラダムス予言集との一致』（1693年）を出版した。この本はその後3版を重ねた。

#### 18世紀

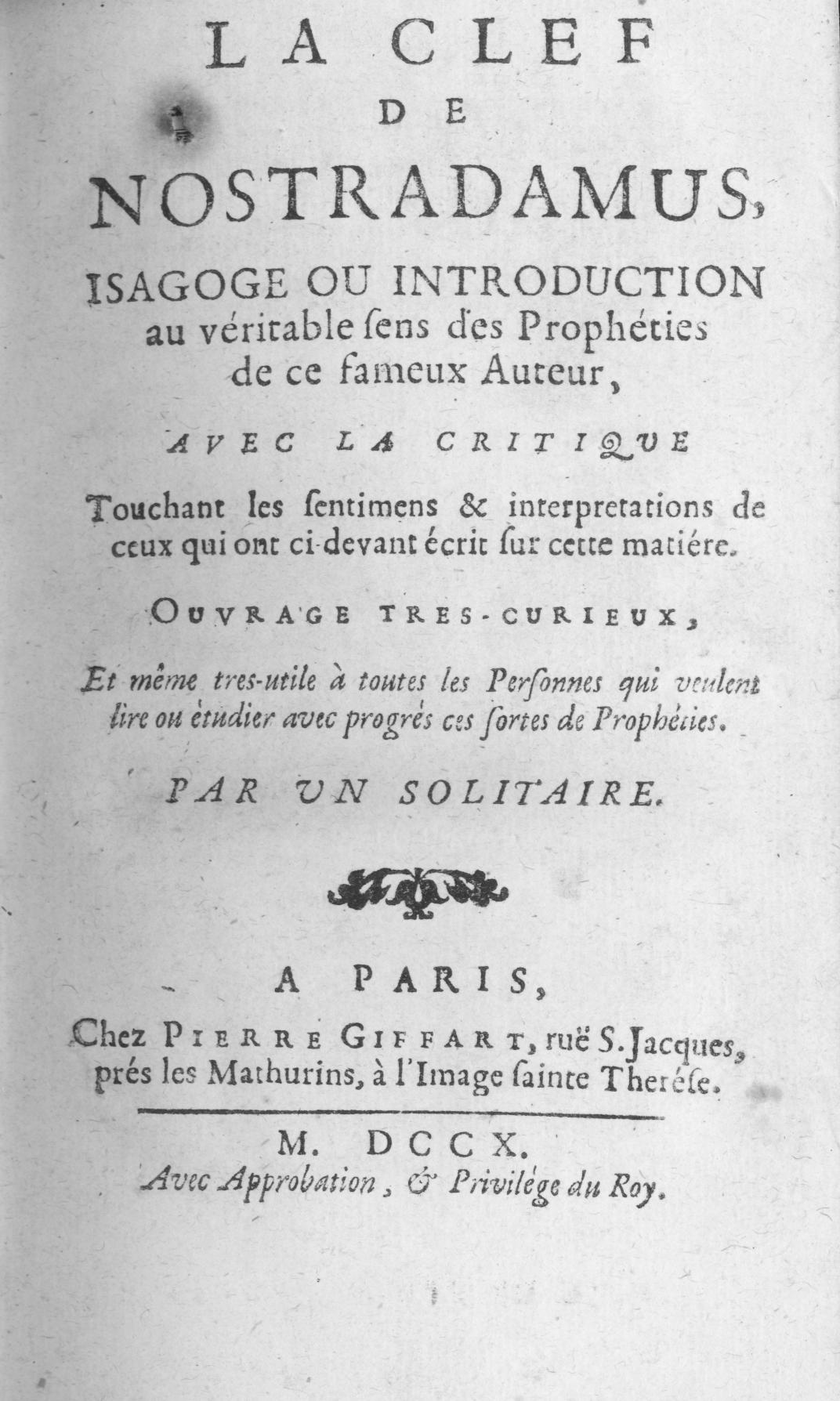
『ノストラダムスの鍵』

「ルーヴィカンの隠者」
「ルーヴィカンの隠者」（un solitaire de Louvicamp）は1710年に『ノストラダムスの鍵』を刊行した人物であり、ルーヴィカンの元司祭ジャン・ル・ルー（Jean Le Roux, 生没年未詳）であるとされる。この文献は、ノストラダムスの作詩法にはラテン語による作詩法の影響があることを、ノストラダムスが参照したと推測される書物を具体的に挙げる形で指摘している(この仮説の当否については結論が出ていない)。
D. D.
D. D. (本名・生没年未詳)は1715年に『王政復古以降のグレートブリテンの諸国王・女王の運命に関するミカエル・ノストラダムスの予言集』を刊行した。この本の内容から、D. D. はイギリス国教会の関係者ではないかとする説もある。これ以降1891年まで、イギリス人注釈者は現れない。

#### 19世紀
ウジェーヌ・バレスト
フランスのジャーナリスト。『ノストラダムス』（1840年）を出版した。『予言集』初版の原文を転記していたため、それが再発見されるまでは重宝がられていた。
アナトール・ル・ペルチエ
パリの出版業者（生没年未詳）。1867年に『ミシェル・ド・ノートルダムの神託』（全2巻）を刊行した。この本は、解釈篇の第1巻とテクスト篇の第2巻に分かれる。解釈篇は信奉者の間では比較的評価が高い。テクスト篇は1566年リヨン版と1568年リヨン版を基にしたとしているが、後者は1772年頃に出された偽年代版である。また、前者は偽版ではないが実際の刊行年が1610年頃と推測されているものである。ただし、テクストの転記の丁寧さや校定内容自体は一定の評価がなされている。
アンリ・トルネ＝シャヴィニー
ラ・クロットやサン＝ドニ＝デュ＝パンの主任司祭だったが、予言解釈に没頭するために隠居した。パンフレット類も含めれば30点以上の関連書を出版していた注釈者。フランスの王政復古を固く信じ、シャンボール伯アンリがフランス王アンリ5世となることをノストラダムスが予言していたと度々喧伝していた。
チャールズ・Ａ・ウォード（Charles A. Ward）
イギリス人の注釈者（生没年未詳）。1891年に『ノストラダムスの神託』を刊行した。タイトルから明らかなように、ル・ペルチエの解釈を模倣している。

### 日本以外（20世紀-）
クリスティアン・ヴェルナー（Christian Wöllner）
『ノストラダムスの神秘』。「恐怖の大王」は、日食を意味する当時の慣用表現であると主張した。この見解はアレクサンダー・チェントゥリオやクルト・アルガイヤーといった後続のドイツ人解釈者たちに踏襲された。
カール・エルンスト・クラフト（Karl Ernst Krafft）
占星術師。1900年-1945年。ナチスに協力し、ノストラダムスを利用したプロパガンダ文書を作成した。他方で、1568年版予言集の影印本なども出版した。
ジェイムズ・レイヴァー（James Laver）
小説家、学芸員、服飾史家。1899年 - 1975年。多岐にわたる著作があるが、日本語訳された著書には『西洋服装史』（洋販出版、1973年/2000年）がある。
1942年に初版が出され1952年に改訂された著書『預言者ノストラダムス・あらかじめ語られた未来』（日本語版書名。原題もほぼ同じ）は、信奉者の側のオーソドックスな解釈がまとめられたものであり、エリカ・チータムら後続の英語圏の解釈者に影響を与えた。
ジャン＝シャルル・ド・フォンブリュヌ（Jean-Charles de Fontbrune）
製薬会社管理職（1982年）。1935年生まれ。父マックス・ド・フォンブリュヌのノストラダムス解釈を踏襲した。1980年に刊行された『歴史家にして予言者ノストラダムス』は大きな反響を呼び、アメリカ、イギリス、ドイツ、スペイン、カナダ、ブラジル、トルコ、日本（『新釈ノストラダムス』講談社）などでも相次いで出版された。その恣意的な解釈には批判も寄せられ、日本では五島勉が批判を展開した（これについては人のことを言えないとする意見もある）。
セルジュ・ユタン（Serge Hutin）
文学者、秘教研究者。1929年 - 1997年。高等研究実習院で宗教史を専攻し、文学博士号を取得した。CNRSの研究員だったこともあった。日本語訳された著書には『英米哲学入門』『錬金術』『秘密結社』（いずれも白水社・文庫クセジュ）がある。
シャルル・レノー＝プランスが1939年にまとめた原文を基に、自身の解釈を加えた主著『ノストラダムスの予言集』は、1962年の初版以来多くの版を重ねており、ユタンの死後もボードワン・ボンセルジャンが補注を施す形で再版された。
ヴライク・イオネスク（Vlaicu Ionescu）
哲学者、美学者。1922年4月1日 - 2002年2月22日。ブカレスト大学で哲学博士号を取得したのち、アメリカに亡命した。亡命後パリの出版者から1976年に『プロレタリアの時代に関するノストラダムスのメッセージ』（Le Message de Nostradamus sur l'ère prolétaire, Ed. de l'auteur）を出版し、そのなかでソビエト連邦の崩壊の時期を1991年6月としていたことから、1990年代初頭に話題になった。日本では竹本忠雄による抄訳が1991年に出版された（『ノストラダムス・メッセージ』角川書店）。信奉者の間では比較的評価が高いが、他方で山本弘からは解釈手法の一部が川尻徹と大差ないと評された。

### 日本
- 五島勉 - 『ノストラダムスの大予言』シリーズ等
- 川尻徹 -『ノストラダムス　暗号書の謎』等
- 大川隆法 - 『ノストラダムス戦慄の啓示』等
- 加治木義博 - 『真説ノストラダムスの大予言』シリーズ
- 飛鳥昭雄 - 『ノストラダムス最後の警告』等
- 池田邦吉 - 『ノストラダムスの預言書』シリーズ等
- 桐山靖雄 -『一九九九年七の月（ノストラダムス）よ、さらば！』等
- 麻原彰晃 -『ノストラダムス秘密の大予言』

## 小説家・漫画家
フィクションとして、ノストラダムスを主題とする作品を刊行した者。もしくは、タイトルに「ノストラダムス」やそれに準ずる名称を含む作品を刊行したことがある者。
- ミシェル・ゼヴァコ - 『ノストラダムス』
- ロバート・ランキン - 『ノストラダムスが私のハムスターを食べた』
- 藤本ひとみ - 『ノストラダムスと王妃』
- 小池一夫(原作) - 『ノストラダムス愛伝説』
- 石垣ゆうき - 『MMR マガジンミステリー調査班』
- 有馬啓太郎 - 『お気楽極楽ノストラざまス』
- 大野木寛 - 『すちゃらかハルマゲドン』
- 水木しげる - 『水木しげるのノストラダムス大予言』
- 長谷邦夫 - 『ノストラダムス 滅亡へのカウント・ダウンが始まった！』
- 現代洋子 - 『星降る夜はノストラダムス』